# نيل ستيوارت
نيل ستيوارت هو تاجر وسياسي كندي، ولد في 1793، وتوفي في 8 مايو 1881.